# 商用潜水艇

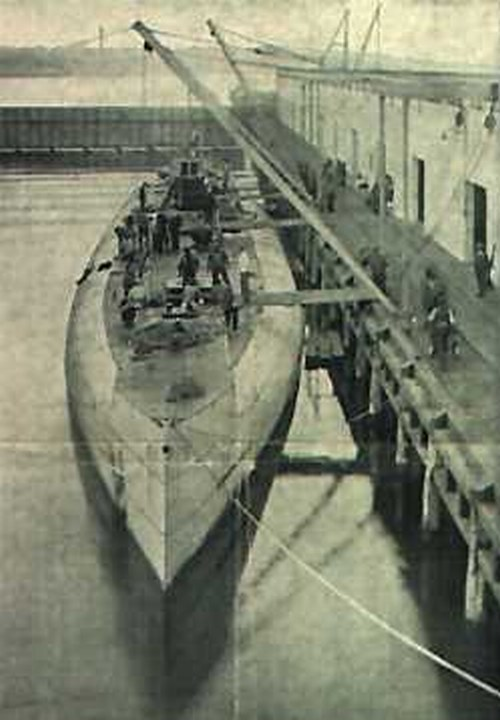
ニューロンドンで積み降ろし中の「ドイッチュラント」(Deutschland)、1916年

商用潜水艇（しょうようせんすいてい）、あるいは民間潜水艇（みんかんせんすいてい）は、通商を目的として武装していない、他の大半の潜水艦と違って軍艦ではない潜水艦である。使用目的は、封鎖突破船にするか、極地の海氷の下を潜ることで砕氷船の遅い速度（6-8ノット）を克服する事にある。
厳密に言えば、今までに非軍事の商用目的専用で建造された潜水艦は2隻のみである。しかしながら、特に戦時には、標準的な軍用潜水艦を部分的に改造するなどして、少量の重要な貨物を運ぶために用いてきた。また、メーカーからは大規模な商用潜水艦の提案がこれまでになされてきている。

## ドイツ

### 概要
歴史的に、2隻の商用潜水艇のみが建造されており、どちらも第一次世界大戦中のドイツにおいてである。イギリス海軍を中心とする連合国の海上封鎖をすり抜ける目的で建造された。海上封鎖によりドイツ企業は、ドイツの勢力圏だけでは十分な量を入手できない原材料を調達することが非常に困難になったため、ドイツの戦争努力をかなり妨げていた。
これらの潜水艦は1916年に、ノルトドイッチャー・ロイド（後のハパック・ロイド（Hapag-Lloyd））とドイツ銀行の子会社である、この事業のために設立された民間船会社であるドイッチェ・オツェアン・レーデライ（Deutsche Ozean-Reederei, German Ocean Shipping Company）によって建造された。その当時はまだ中立国であったアメリカ合衆国へ向かい、必要とされる原材料を持ち帰ることを意図していた。アメリカにとってドイツの通貨を受け取ることはあまり利益にならなかったため、これらの船は往復とも通商物品を輸送することになっていた。
イギリスはすぐにアメリカに対して、他の船舶と同様に停船させて弾薬などを輸送していないか査察することができないとして、潜水艦を商用に用いることに抗議を行った。自身の中立を宣言しておきながらも、潜在的に一方の側をひいきしていると外交上の圧力を受けているアメリカは、この抗議をはねつけた。潜水艦であっても、非武装である限りは商船としてみなされるべきで、したがって通商が認められるとした。

### ドイッチュラント
ドイッチュラント（German submarine Deutschland）は、700 トンの輸送能力があり（その大半は耐圧船殻の外側に搭載する）、浮上航行で15 ノット、潜航で7 ノットを出すことができた。乗員は29人で、かつて水上商船の船長を務めていたパウル・ケーニッヒ（Paul König）に率いられていた。
1916年6月23日に出航した最初のアメリカへの航海では、ドイッチュラントは医薬品や郵便物だけでなく、163トンの非常に人気の高い化学染料を輸送した。探知されることなくイギリス海峡を通り抜け、ボルチモアに1916年7月8日に到着して348 トンのゴム、341 トンのニッケル、93 トンのスズを搭載して、ブレーマーハーフェンへ1916年8月25日に戻ってきた。この過程で8,450 海里を航海し、うち190 海里だけ潜航した。
この航海から得られた利益は1750万ライヒスマルクに上り、これは建造費用の4倍以上であった。これは主に特許で保護されている高度に濃縮された染料の高い価格によるもので、1 ポンド当たり2005年時点での1,254 米ドルの価値があった。それと引き換えに持ち帰られた原材料は、ドイツの戦争工業の需要を数ヶ月分満たすことができた。
同年10月から12月にかけて行われた2回目の航海も大成功し、再度化学物質・薬品・ゴム・ニッケル・合金・スズなどの取引を行った。しかしながら、ドイッチュラントはニューロンドンにおいてタグボートと接触事故を起こしてわずかに損傷した。戻ってくると、船長のパウル・ケーニッヒはドイッチュラントの航海について本を書いた（ゴーストライターによる可能性もある）。この本は米独両国でのプロパガンダを意図していたので、広く宣伝された。
1917年1月に予定されていた3回目の航海は、アメリカがドイツに対して参戦したために中止された。ドイツの潜水艦が、アメリカからイギリスへ向けて送られる貨物を載せた船を、時にはアメリカの領海のすぐ外側で沈めていることに対してアメリカが怒ったことが、宣戦布告の理由の1つであった。ドイッチュラントはドイツ帝国海軍に接収され、改造されて巡洋潜水艦（submarine cruiser、浮上中に戦闘できる砲を装備した潜水艦の一種）のU-155となった。3回の出撃で43隻を撃沈した。終戦後、1918年12月にイギリスへ戦争の記念品として持ち去られた。1921年に解体されたが、解体に際して潜水艦がバラバラになるような爆発事故が起きて5人の解体作業者が死亡するという悲劇的な最後となった。

### ブレーメン
ドイッチュラントの姉妹船として、2隻目の商用潜水艇「ブレーメン」（German submarine Bremen）はカール・シュワルツコプフ（Karl Schwartzkopf）の指揮の下、1916年8月に最初の航海に出たが、アメリカにたどり着くことはなかった。その運命の詳細は明らかになっていないが、戦後推定されたところによれば、アイスランドの南でイギリスの武装商船「マントゥア」（HMS Mantua）と衝突した可能性があるとされている。またオークニー諸島で機雷に接触した可能性も想定されている。

### その他の船
1917年初めにアメリカが参戦した時点で、さらに6隻の商用潜水艇がドイッチェ・オツェアン・レーデライによって建造中であった。商用潜水艇の建造はその後中断されるか、ドイッチュラントに似た巡洋潜水艦へと改造された。
第二次世界大戦では、ドイツはXIV型Uボートを大西洋で攻撃用Uボートに燃料補給するために使用していた。これらの補給潜水艦はドイツ海軍の所属であったため、軽武装であるが対空砲を備えており、ドイッチュラントのような通商に関与することはなく、商用潜水艇に分類されることもない。しかし、当時の通常潜水艦に比べて巨大な貨物スペースを備えている点で共通している。
イタリアの1943年9月の降伏後に、ドイツはイタリアの類似の潜水艦を5隻接収した。これもまた防御兵装を持っていたため法的には商用潜水艇ではないが、そのための性質を多く備えていた。イタリアの節を参照。

## イタリア

### 第二次世界大戦
イタリアで設計された2,100 トンのR級潜水艦（Italian R class submarine）12隻は、およそ600 トンの貨物を輸送でき、浮上時13 ノット、潜航時6 ノットで航行できた。63人の乗員で、3丁の20mm機銃を防衛用に備えていた。ターラントのトシ造船所で1942年7月に、1943年3月完成予定でロモロ（Romolo）とレモ （Remo）が着工された。連合軍の護衛船団に対して投入するには設計が不適切であると判明した10隻の武装大型潜水艦もまた商用潜水艇への改造が計画された。これらは880 トンのアルキメデ（Archimede）、940 トンのバルバリーゴ（Barbarigo）、951 トンのコマンダンテ・カッペリニ（Comandante Cappellini）、1,030 トンのアルピーノ・バニョリーニ (Alpino Bagnolini)、レジナルド・ジュリアーニ（Reginaldo Giuliani）、1,036 トンのレオナルド・ダ・ヴィンチ（Leonardo da Vinci）、ルイジ・トレッリ（Luigi Torelli）、1,331 トンのエンリコ・タッツォーリ（Enrico Tazzoli）、ジュゼッペ・フィンツィ（Giuseppe Finzi）、1,504 トンのアミラリオ・カーニ（Ammiraglio Cagni）であった。
改造はボルドーで行われる予定で、武装は防御用の機関銃に限定され、また160 トンの積み荷搭載能力のために予備浮力は20 - 25 パーセントから3.5 - 6 パーセントに減少することになった。ビゼルトで捕獲された数隻のフランスの潜水艦もまた改造予定となっていた。これらは974トンのPhoque、Requin、エスパドン、Dauphinであった。
これらの潜水艇はボルドーからシンガポール（当時は日本占領下で枢軸側である）への東行航路で水銀・鉄鋼・アルミニウム・溶接鋼・爆弾の試作品・20mm機関砲・戦車や爆撃照準器の設計図、12名程度までの旅客を運んだ。帰りの積み荷は110 - 150 トンのゴム・44 - 70 トンのスズ・5 トンのタングステン・2 トンのキニーネ・2 トンのアヘン・竹・トウ・旅客であった。コマンダンテ・カッペリニ、レジナルド・ジュリアーニ、エンリコ・タッツォーリはボルドーを1943年5月に出港した。同年7月と8月に、前2隻は到着したが、エンリコ・タッツォーリはビスケー湾で連合軍の爆撃機により撃沈された。バルバリーゴは同様に6月に出港する際に撃沈されたが、ルイジ・トレッリは8月にシンガポールに到着した。
9月にイタリアが降伏すると、ボルドーで改造中のジュゼッペ・フィンツィとアルピーノ・バニョリーニはドイツによって接収され、それぞれUIT-21、UIT-22となった。レジナルド・ジュリアーニとコマンダンテ・カッペリニ、ルイジ・トレッリは日本に接収されてドイツに提供され、それぞれUIT-23、UIT-24、UIT-25となった。UIT-22は1944年1月にボルドーからスマトラ島へ向けて出港したが、イギリス空軍第262飛行隊のカタリナ飛行艇によって3月に南アフリカ沖で撃沈された。UIT-23は2月にイギリス海軍の潜水艦タリホー (Tally-Ho) によって撃沈された。UIT-24はスマトラを2月に出発してボルドーへ向かったが、燃料補給船が撃沈されて3月にスマトラへ引き返した。
他の船は、アミラリオ・カーニは南アフリカで降伏し、アルキメデとレオナルド・ダ・ビンチは輸送用への改造前に撃沈され、ロモロ、レモ、フランスのPhoqueは積み込み前に撃沈された。残されたR級潜水艦は完成せず、また残った3隻のフランスの潜水艦への改造工事も中止された。

## ソビエト連邦

### 概要
ソビエト連邦は第二次世界大戦中と冷戦に貨物輸送用潜水艇を建造する計画を持っていたが、どちらも実現しなかった。これらは、わずかながら武装をしていて、また兵員を輸送したり目標に軍事力を送り込んだりするなどの直接的に戦争に関連した任務を持っていたことから、厳密にいえば商用潜水艇とはみなされない。しかしながら、冷戦後にソ連の設計者は純粋な平和目的での使用を提案していた。

### 第二次世界大戦
第二次世界大戦では、ソ連はクリミア半島の包囲された港町セヴァストポリへ補給を行うために、他の種類の船舶とともに潜水艦を用いていた。最大のものは最高95 トンの積み荷を輸送することができ、魚雷発射管の中にまで補給物資を詰め込んでいた。27 隻の潜水艦が都合約80回に渡って合計約4,000 トンの物資を輸送したが、それでもセヴァストポリは最終的に陥落した。
この経験に基づき、ソ連海軍の首脳陣は輸送潜水艦の計画を開始した。最初の計画であるプロジェクト605では、標準的な潜水艦に牽引される潜水式の牽引艀を予定していた。しかし牽引の難しさからこの計画は破棄された。後にプロジェクト607で250 - 300 トンの貨物を搭載し2つの折りたたみ式クレーンを備えた小型貨物潜水艦の設計が提案された。甲板に備えられた2丁の銃以外に武装は計画されておらず、また建造を単純化するために既存のM級潜水艦（Soviet M class submarine）から多くの設計を引き継いでいた。しかしながら、1943年までに戦略状況が変化し、こうした計画は実行されなかった。

### 冷戦期
ソビエト連邦は1950年代から1960年代に掛けていくつもの大型の貨物輸送潜水艦の計画を予定し、ほとんど実現するところであったが、これらは海軍の兵員輸送用の揚陸潜水艦として計画されていたために、商用潜水艇とはみなされない。もし建造されていれば、その当時の潜水艦の中では最大のものとなっていたはずであった。Amphibious assault submarineを参照。

### 冷戦後
1990年代に、マラカイト設計局（Malachite design bureau）は、北極海を通過して石油や貨物コンテナを輸送できる商用潜水艇の計画を提案した。これらの船は北極海の氷の下を潜って、ヨーロッパとアジアの港を直結し、また可能ならば北部カナダとも結ぶ計画であった。設計者は、「同じ貨物輸送能力があり、潜水コンテナ輸送船の効率は砕氷輸送船のノリリスク級よりもかなり高い。潜水タンカーは競争力がある」としていた。
タンカーやコンテナ船の派生型は軍用の標準的な原子力潜水艦の設計に基づいており、タンカー型はほぼ30,000 トンの石油を輸送でき、水上でも水中でもターミナルとの間で積み込み・積み降ろしができることになっていた。コンテナ船型は標準のコンテナ（20フィート）912 個を輸送でき、潜水艇内部のコンテナ運搬システムにより30時間以内にハッチを通じて積み込むことができるようになっていた。しかしながらこれらの計画はソビエト連邦崩壊後の1990年代の厳しい経済状況の中では実現することがなかった。
ルビーン設計局（Rubin Design Bureau）により、冷戦期の有名なタイフーン級原子力潜水艦の民間用再設計で、同じような設計の輸送潜水艇が提案されている。

## アメリカ合衆国

### 概要
ソビエト連邦の冷戦後の計画と似た、シベリアとアラスカの油田ガス田を開発するための原子力潜水式タンカーの計画があった。
ジェネラル・ダイナミクスは1980年代にドイツの造船所に対し、極地から北アメリカやヨーロッパへ液化天然ガスを運搬するLNGタンカーとして、原子力駆動（1隻あたり7億2500万米ドル）、メタン駆動（1隻あたり7億米ドル）の建造可能性について打診していたとされる。
スペック
- 全長　　　　LNG機関型1470ft（448m）　原子力型1270ft(387m）
- 全幅　　　　228ft（69.5m）
- 深さ　　　　　92ft（28m）
- LNG運搬量　14万m3
- 乗員　　　　　32人
- 船価　　　　7億ドル/525億円（LNG機関）7億2500万ドル/544億円（原子力）
- 但し1980年代。2010年なら概略倍額。

。
同一運搬量の通常型LNGタンカー
- 全長   約288m
- 全幅　　約49m
- 深さ　　約27m
- 総トン数 12万3000t
- タンク容量 14万5400m3
- 船価　　　　170-200億円/隻

。

## 日本
西村式潜水艇の項目参照。

## その他
その他の「通商」目的として麻薬密輸潜水艇（Narco submarine）がある。ある事例では、コロンビアの麻薬カルテルは、ほぼ実用的な全長30 m、輸送能力200 トンの明らかにコカインをアメリカに密輸する目的の潜水艦をほぼ完成させるところであった。警察が踏み込んだ時点では、ボゴタ近郊のアンデス山脈の高地にある倉庫で分割された部品で建造されているところであった。
また、1850年代から1860年代にかけてスペイン・バルセロナのナルシス・ムントリオルらが建造した潜水艇「イクティネオI」と「イクティネオII」は、商業目的の珊瑚収穫作業に用いるために開発されたものだったが、実際に商業利用されることはなかった。